# Monica Westén
Monica Viola Westén, później Rydén (ur. 15 marca 1966 w Huddinge) – szwedzka lekkoatletka, medalistka mistrzostw Europy i olimpijka.

## Osiągnięcia sportowe
Była wszechstronną lekkoatletką. Początkowo startowała w wielobojach i skoku wzwyż, a w późniejszej fazie swojej kariery sportowej w biegu na 400 metrów przez płotki.
Zajęła 16. miejsce w siedmioboju na igrzyskach dobrej woli w 1986 w Moskwie. Na halowych mistrzostwach Europy w 1989 w Hadze zajęła 10. miejsce w skoku wzwyż, a na halowych mistrzostwach Europy w 1990 w Glasgow 13. miejsce w tej konkurencji.
Zdobyła brązowy medal w biegu na 400 metrów przez płotki na mistrzostwach Europy w 1990 w Splicie, przegrywając jedynie z Tatjaną Ledowską ze Związku Radzieckiego i Anitą Protti ze Szwajcarii. Na tych samych mistrzostwach startowała w biegu sztafetowym 4 × 400 metrów, ale zespół szwedzki odpadł w eliminacjach. Odpadła w półfinale biegu na 400 metrów przez płotki na mistrzostwach świata w 1991 w Tokio, eliminacjach tej konkurencji na igrzyskach olimpijskich w 1992 w Barcelonie i ponownie w półfinale na tym dystansie na mistrzostwach świata w 1993 w Stuttgarcie. Na halowych mistrzostwach Europy w 1994 w Paryżu odpadła w eliminacjach biegu na 800 metrów. Odpadła w półfinale biegu na 400 metrów przez płotki i eliminacjach sztafety 4 × 400 metrów na mistrzostwach Europy w 1994 w Helsinkach.
Zajęła 7. miejsce w sztafecie 4 × 400 metrów w zawodach pucharu świata w 1992 w Hawanie.
Była mistrzynią Szwecji w biegu na 400 metrów w 1991 i 1993, w biegu na 100 metrów przez płotki w 1988, w biegu na 400 metrów przez płotki w latach 1989–1994, 1996 i 1997, w skoku wzwyż w 1987, 1988 i 1990 oraz w siedmioboju w latach 1987–1990, a w hali mistrzynią swego kraju w biegu na 800 metrów w 1994, w biegu na 60 metrów przez płotki w 1989, w skoku wzwyż w latach 1990–1992 oraz w pięcioboju w latach 1986, 1989–1993 i 1997.
Była rekordzistką Szwecji w siedmioboju z wynikiem 6085 punktów (16/17 czerwca 1990 w Götzis) i w sztafecie 4 × 400 metrów z czasem 3:32,36 (13 sierpnia 1994 w Helsinkach).

## Rekordy życiowe
Rekordy życiowe Westén:
- bieg na 800 metrów – 2:01,86 (7 lipca 1993, Gävle)
- bieg na 800 metrów (hala) – 2:02,66 (8 marca 1994, Sztokholm)
- bieg na 400 metrów przez płotki – 54,69 s (13 sierpnia 1990, Sztokholm)
- skok w\wyż – 1,84 m (18 czerwca 1988, Götzis)
- siedmiobój – 6085 pkt (16 i 17 czerwca 1990, Götzis)
- pięciobój (hala) – 4520 pkt (9 lutego 1991, Berlin)